# Nötsch im Gailtal
Nötsch im Gailtal (sl.: Čajna) is een gemeente in de Oostenrijkse deelstaat Karinthië, en maakt deel uit van het district Villach-Land.
Nötsch im Gailtal telt 2338 inwoners.
Afritz am See · Arnoldstein · Arriach · Bad Bleiberg · Feistritz an der Gail · Feld am See · Ferndorf · Finkenstein am Faaker See · Fresach · Hohenthurn · Nötsch im Gailtal · Paternion · Rosegg · St. Jakob im Rosental · Stockenboi · Treffen am Ossiacher See · Velden am Wörther See · Weißenstein · Wernberg
- Gemeinsame Normdatei: 4527995-0
- Nationale Bibliotheek van Tsjechië: xx0174141
- Virtual International Authority File: 236554709
- WorldCat: E39PBJkp8QD3tCMBBTWyFrfTHC